# Gaffati
 (juillet 2022).
Si vous disposez d'ouvrages ou d'articles de référence ou si vous connaissez des sites web de qualité traitant du thème abordé ici, merci de compléter l'article en donnant les références utiles à sa vérifiabilité et en les liant à la section « Notes et références ».
Gaffati est une commune rurale du département de Mirriah au Niger.

## Géographie
Gaffati est situé dans le Sahel et est coupé par une chaîne de collines difficilement franchissable.  Les communes voisines sont Dakoussa au nord-ouest, Albarkaram au nord, Damagaram Takaya et Mazamni au nord-est, Zermou à l'est, Mirriah au sud-est, Kolléram au sud et la capitale régionale Zinder au sud-ouest.
| Dakoussa            | Albarkaram | Damagaram Takaya |
| Zinder II, Zinder I | Gaffati    | Mazamni          |
| Kolléram            | Mirriah    | Zermou           |

Au nord des trois villages de Chiya Habou, Chiya Mala et Chiyata Anga s'étend le lac intermittent Mare de Chiya, classé Zone Importante pour les Oiseaux . La vallée sèche de Zermou, qui traverse la commune, est endiguée au barrage de Kassama .  Le réservoir est utilisé pour l'irrigation agricole, comme abreuvoir pour le bétail et pour la pisciculture.
D'un point de vue climatique, à Gaffati on a 20 °C les températures les plus basses mesurées en décembre et janvier et avec 40 °C températures maximales en avril et mai. La saison sèche dure d'octobre à mai et la saison des pluies de juin à septembre. Les mois les plus humides sont juillet et août.

## Histoire
Gaffati est fondé comme siège du pouvoir du chef de village sortant 1790-1799 Daouda dan Ténimoun. Daouda est considéré comme un membre de la dynastie régnante du sultanat de Zinder, qui n'a été fondée qu'en 1812 par Sélimane dan Tintouma, mais dont la lignée remonte à une dynastie du XVIIe siècle. homme pieux du siècle nommé Mallam. Jusqu'en 1899, Gaffati appartenait au royaume du Bornou - à partir de 1812 également au sultanat de Zinder, qui faisait partie du Bornou - puis vint en France .
Au début du XXe siècle, l'administration coloniale française Siècle un canton et a permis la tenue d'un petit marché. L'écrivain britannique A. Henry Savage Landor a visité la région  en 1906 au cours de son périple de douze mois en Afrique.  En 1924, le canton dissous de Guéza est annexé au canton de Gaffati.
Au cours d'une réforme administrative nationale en 2002, la communauté rurale de Gaffati a émergé du canton de Gaffati. En 2008, des inondations dans le village d'Angoual Zoulou ont inondé 80 champs et détruit plusieurs maisons. 745 villageois font partie des populations sinistrées.

## Population
Lors du recensement de 2012, la communauté rurale comptait 46 379 habitants pour 6 942 ménages.  Lors du recensement de 2001, la population était de 30 733 habitants répartis en 5 729 ménages. 
Dans la ville principale vivent au recensement de 2012 1864  dans 294 ménages, au recensement de 2001 1119 dans  ménages et au recensement de 1988 1532 dans 251 ménages.
Sur le plan ethnique, la communauté est une zone de peuplement haoussa, kanuri, touareg et peul .  Les membres du sous-groupe Hausa Magouzawa pratiquent l'agriculture, l'agropastoralisme et le pastoralisme sur des grandes distances .

## Localités
La commune rurale est composée de 55 villages, 69 hameaux et un camp.  Le chef-lieu de la commune rurale est le village de Gaffati.

## Politique
Le conseil municipal (conseil municipal) compte 15 membres élus. Avec les élections locales de 2020, les sièges au conseil communal sont répartis comme suit : 7 PNDS-Tarayya, 6 RDR-Tchanji et 2 RPP-Farilla .
Chacun des 54 villages de la commune est dirigé par un chef traditionnel (chef traditionnel) .

## Économie et infrastructures
Les secteurs économiques les plus importants de la commune sont l'agriculture, l'élevage, le commerce, la pêche et l'artisanat.  Dans la ville principale, il existe un centre de santé de type Centre de Santé Intégré (CSI). Il possède son propre laboratoire et sa maternité .  Le CEG Gaffati est un lycée général de type Collège d'Enseignement Général (CEG).  Il a été ouvert en 2002. Il existe également 22 écoles élémentaires publiques. Dans les villages du nord et de l'est de la communauté rurale, il y a des problèmes d'approvisionnement en eau potable.

## Personnalités
- Abdou Daouda est un homme politique, il est décédé en  2009.